# Стейнхьер
Стейнхьер (норв. Steinkjer) — город и коммуна в Норвегии, столица фюльке Трёнделаг.

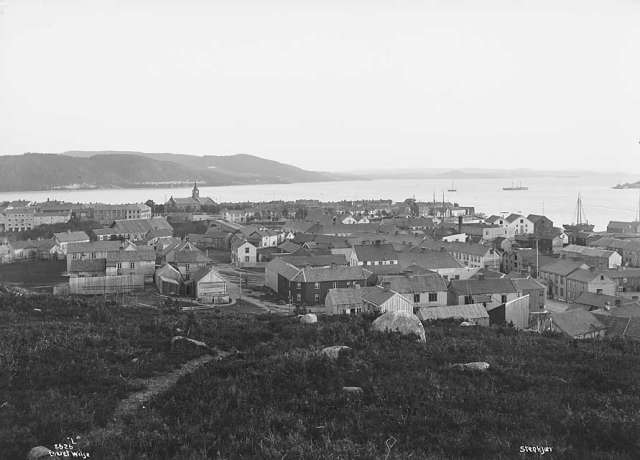
Стейнхьер в 1880 году

## История
Территория коммуны обитаема с каменного века, что подтверждает наличие петроглифов. В дохристианскую эпоху здесь находилось одно из наиболее известных священных мест викингов.
Стейнхьер сильно пострадал в результате бомбардировки Люфтваффе 21 апреля 1940 года, в связи с чем в современной застройке города преобладают послевоенные здания в стиле функционализма.

## География
Город расположен на северной оконечности Тронхеймс-фьорда. Коммуна граничит на севере с коммунами Уверхалла, Намсус и Намдалсэйд, на востоке — с коммуной Сноса, на юге — с коммуной Вердал, на западе — с коммунами Верран и Иннерей.
На территории  коммуны находится географический центр Норвегии.
Климат умеренный океанический, с прохладным летом и мягкой зимой, обильным количеством осадков.
В восточной части территории коммуны располагается озеро Сносаватн.

## Транспорт

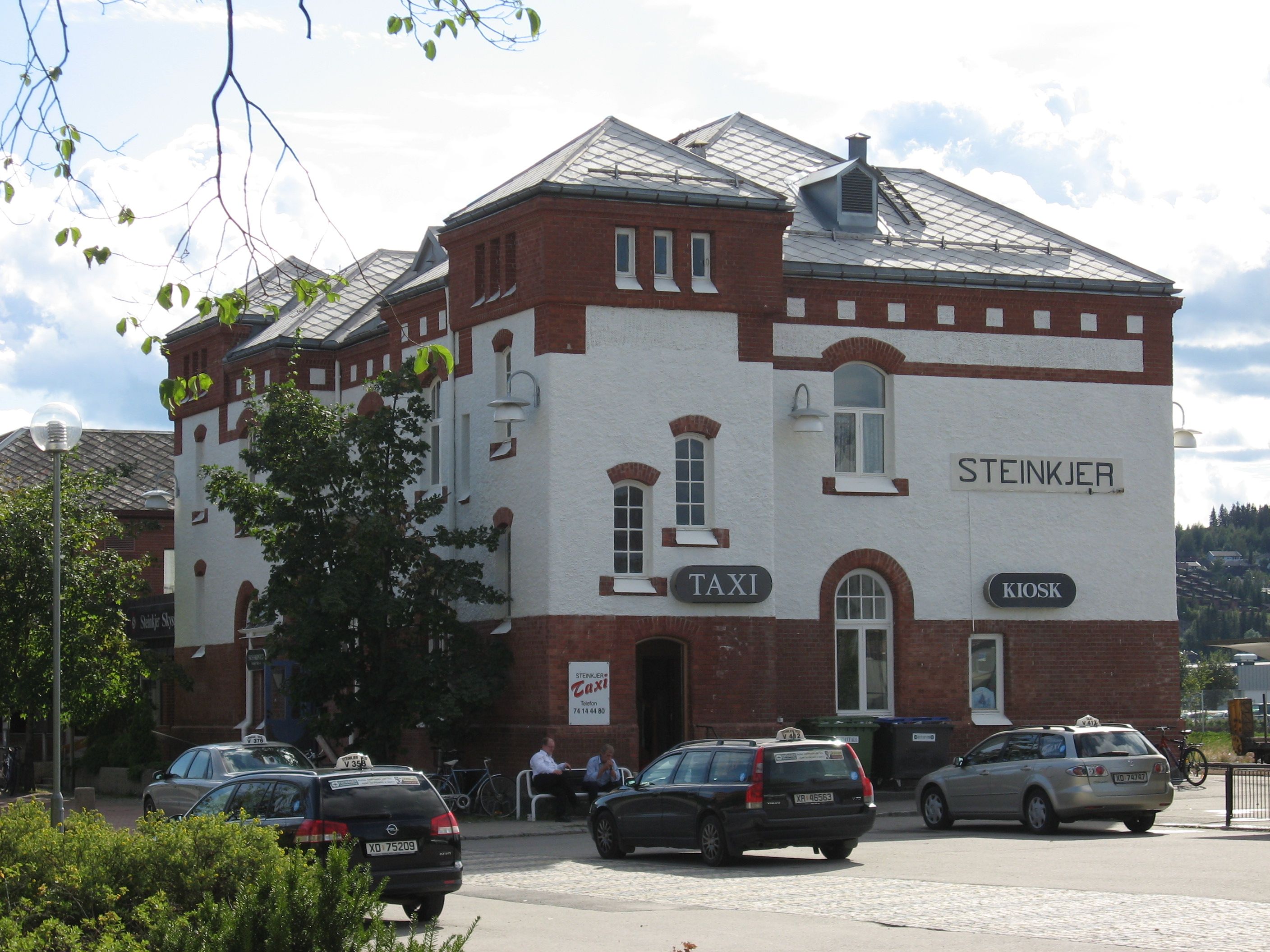
Вокзал

Через Стейнхьер проходит трасса E6 (Треллеборг (юг Швеции) — граница Норвегии с Россией).
Железная дорога Nordlandsbanen связывает Стейнхьер с Тронхеймом и Будё.

## Персоналии
- Свердруп, Отто — полярный исследователь, жил недалеко от Стейнхьера
- Фёллинг, Ивар Асбьёрн — медик, родился в Стейнхьере